# Campllong (Vernet)
Campllong fou un poble del terme comunal de Vernet, a la comarca del Conflent, de la Catalunya del Nord.
Estava situat a prop al sud-est del poble de Vernet, a la dreta del Sant Vicenç, curs d'aigua que pren el nom de l'església del lloc, Sant Vicenç de Campllong.
L'Alou de Campllong era una propietat territorial lliure i exempta de tota càrrega i dret senyorial. L'església de Sant Vicenç i l'alou d'aquest nom originàriament pertangueren al comte Bel·ló; el seu net, el comte Miró el Vell, cedí a Sant Andreu d'Eixalada, i que més tard, constituït ja el monestir a Cuixà, foren objecte d'una nova donació per la comtessa vídua Ermesinda i els seus fills Guifre, Rodulf, Miró i Quixilo, el 885. És en aquesta donació on es donen els detalls i termenals del predi: “alodes nostros quos habemus in valle Confluente, in apendicio de castro Verneto, id est, ecclesia Sancti Vincentii cum omnibus finibus et affrontationibus ejus ad se pertinentibus, et ipso alode quod dicitur Campolongo, tam cultum quam eremum; et affrontat ipse alodis Sancti Vicentii de una parte in Exaume, de alia in Campo longo, de tertia in Vivel, de quarta in planitie, de quinta in Singorano”.
La continuïtat d'aquest alou en el patrimoni de Cuixà està comprovada per la seva inclusió en les llistes de la butlla del 950 i del precepte de Lluís IV de França del 952.
També pels voltants de l'alou de Campllong tingué el monestir de Sant Miquel de Cuixà algunes possessions disperses. Al Vernet, per exemple, hi rebé el 947 uns béns que donava la comtessa Ava a canvi d'altres que Cuixà li donà a Fullà; a aquests béns indeterminats a Cornellà de Conflent i a Fillols, els d'aquest últim lloc anomenats també en el precepte de Lotari I de França, el 958.